# Suits
Suits (Suits - Homens de Terno(pt-BR) ou Defesa à Medida(pt-PT?)) é uma série de televisão de drama legal americano, criada e escrita por Aaron Korsh. A série estreou em 23 de junho de 2011, no canal USA Network, onde é exibida atualmente. Suits se passa em um escritório de advocacia fictício na cidade de Nova Iorque. A série acompaha os personagens Mike Ross, interpretado por Patrick J. Adams, e Harvey Specter, interpretado por Gabriel Macht.
A série foi indicada para diversos prêmios desde 2012, onde Gina Torres e Patrick J. Adams receberam diversos elogios por seus papéis como Jessica Pearson e Mike Ross, respectivamente. Gina venceu o prêmio de "Melhor Atriz de Apoio em Série de Televisão", ofertado pelo NHMC Impact Awards. Patrick foi indicado como "Melhor Ator em Série de Televisão Dramática", e a série foi indicada duas vezes para o People's Choice Awards, como "Melhor Série Dramática em Canal Fechado".
Em agosto de 2016, a série foi renovada para a sétima temporada com dezesseis episódios, que estreou em 12 de julho de 2017.
Em 30 de janeiro de 2018, foi anunciado que a série havia sido renovada para a oitava temporada, porém sem a participação de Patrick J. Adams, por motivos pessoais, Meghan Markle, devido ao seu casamento com o Príncipe Henrique de Gales, e Gina Torres, que está planejando uma nova série.
Em 23 de janeiro de 2019, a série foi renovada para uma nona e última temporada de dez episódios, tornando-se a mais longa série da USA Network em termos de temporadas e episódios.
Em 25 de setembro de 2019, a série chegou ao fim totalizando 134 episódios.

## Enredo
A série é rodada em torno de casos jurídicos sempre bem resolvidos, e com um toque de humor sarcástico, tudo isso dentro do escritório de advocacia "Pearson Hardman". Michael "Mike" Ross (Patrick J. Adams) é um garoto que foi expulso do colégio, mas com uma brilhante memória que lhe permitiu excelentes notas na prova de admissão em cursos de Direito, sem nunca ter obtido o diploma por não poder entrar em nenhuma faculdade. Harvey Specter (Gabriel Macht), um dos melhores advogados de Manhattan, oferece-lhe emprego na capacidade de advogado associado depois de o pôr à prova. Devido à política da firma de aceitar apenas ex-alunos da Escola de Direito de Harvard, ambos mentem que Mike é um graduado que frequentou Harvard. Ao contrário do veterano Harvey, Ross cria vínculos com seus clientes. Harvey, com seu jeito frio, evita contato com Mike em assuntos que não sejam sobre trabalho. Mas no decorrer da série eles criam um forte vínculo de amizade um com outro, o que faz de Mike Ross o pupilo de Harvey, que ensina ao novato todos os truques sobre o ramo jurídico.

## Episódios
| Temporada | Temporada | Episódios | Episódios | Originalmente exibido | Originalmente exibido   |
| Temporada | Temporada | Episódios | Episódios | Estreia da temporada  | Final da temporada      |
| --------- | --------- | --------- | --------- | --------------------- | ----------------------- |
|           | 1         | 12        | 12        | 23 de junho de 2011   | 8 de setembro de 2011   |
|           | 2         | 16        | 16        | 14 de junho de 2012   | 21 de fevereiro de 2013 |
|           | 3         | 16        | 16        | 16 de julho de 2013   | 10 de abril de 2014     |
|           | 4         | 16        | 16        | 11 de junho de 2014   | 4 de março de 2015      |
|           | 5         | 16        | 16        | 24 de junho de 2015   | 2 de março de 2016      |
|           | 6         | 16        | 16        | 13 de julho de 2016   | 1 de março de 2017      |
|           | 7         | 16        | 16        | 12 de julho de 2017   | 25 de abril de 2018     |
|           | 8         | 16        | 16        | 18 de julho de 2018   | 27 de fevereiro de 2019 |
|           | 9         | 10        | 10        | 17 de julho de 2019   | 25 de setembro de 2019  |

### 1ª temporada (2011)
O ex-aluno Mike Ross ganha a vida ilegalmente fazendo a Prova de Admissão da Faculdade de Direito para outros. Para pagar pelos cuidados de sua avó, ele concorda em entregar maconha para seu melhor amigo Trevor, um traficante de drogas. Mike astutamente evita ser preso em uma picada, apenas para tropeçar em uma entrevista de emprego com Harvey Specter, considerada a melhor da cidade. O conhecimento de Mike sobre a lei impressiona Harvey o suficiente para conquistar a posição de associado, mesmo que Mike não tenha frequentado Harvard. Juntos, eles tentam defender a empresa Pearson Hardman, mantendo o segredo de que Mike é uma fraude.

### 2ª Temporada (2012–13)
Jessica Pearson, a parceira administrativa, descobre o segredo de Mike, mas outras questões prevalecem quando o sócio fundador Daniel Hardman retorna à empresa, pressionando Jessica e Harvey. Mike começa a desenvolver um relacionamento com a assistente Rachel Zane, mas se vê perseguindo outros emaranhados românticos após a morte súbita de sua avó. Harvey e sua secretária Donna enfrentam acusações de enterrar evidências e precisam descobrir a verdade, mantendo evidências incriminatórias de Hardman, que a usaria para alavancar uma posição de gerente. A intensificação da ameaça de Hardman força Jessica em uma fusão com uma empresa britânica liderada por Edward Darby. Mike diz a Rachel que ele é uma fraude.

### 3ª temporada (2013-14)
A presença de Darby na empresa dá a Harvey a vantagem de buscar uma posição como parceiro nomeado. Enquanto isso, a fusão faz com que o sócio sênior Louis Litt entre em conflito com seu colega britânico. Ava Hessington, cliente da Darby International, leva Harvey a um longo julgamento contra seu ex-mentor, e o processo se transforma em uma acusação de assassinato. Percebendo que sua fraude não pode continuar para sempre, Mike deixa o recém-renomeado Pearson Spectre para assumir uma posição como banqueiro de investimentos.

### 4ª temporada (2014-15)
O novo emprego de Mike coloca ele e Harvey em lados opostos de uma batalha de aquisição, fazendo com que a SEC os acuse de conluio. Quando Mike é demitido, Louis se esforça ao máximo para convencer Mike a voltar para Pearson Spectre, em vez de trabalhar para o investidor bilionário obscuro Charles Forstman. Louis exige uma posição de parceiro de nome, competindo com Harvey, mas seus erros fazem com que ele seja demitido. Quando ele percebe que Mike nunca foi para Harvard, ele chantageia Jessica para recontratá-lo com a promoção que ele desejava. Mike propõe Rachel; Donna deixa Harvey para trabalhar para Louis.

### 5ª Temporada (2015-16)
Harvey luta para que Donna volte a trabalhar para ele e começa a se abrir para um terapeuta sobre seu relacionamento quebrado com sua mãe. A insegurança de Louis, no entanto, e o desejo de prejudicar Harvey criam uma abertura para Jack Soloff, um parceiro ambicioso que está sendo manipulado por Hardman. Os planos do casamento de Rachel e seu relacionamento com os pais são ofuscados pelo segredo de Mike. Mike e Harvey renunciam para proteger seu futuro, mas Mike é preso abruptamente por fraude. Mais e mais pessoas envolvidas percebem que as alegações são verdadeiras e, diante de uma tenaz promotora Anita Gibbs, Mike aceita uma barganha, se declara culpado e se entrega para que ninguém mais vá para a cadeia. No casamento, Mike diz a Rachel que ele não vai se casar com ela agora, mas se ela ainda o quiser em dois anos, ele se casará com ela depois de sair da prisão. Harvey o escolta até a prisão, fazendo seus últimos adeus.

### 6ª temporada (2016-17)
Uma sentença de dois anos de prisão coloca Mike à mercê de Frank Gallo, um preso com rancor contra Harvey. Na Pearson Spectre Litt, poucos funcionários permanecem para ajudar. Rachel trabalha com um caso do Projeto Inocência para seu professor de direito; Jessica ajuda pro bono, mas se distrai dos assuntos da empresa e decide deixar sua posição para seguir sua própria vida. O colega de cela de Mike mostra-se fundamental em um acordo pela liberdade de Mike. Ele luta para que sua fraude seja de conhecimento público, mas consegue um emprego em uma clínica legal. Harvey ajuda Rachel e Mike a passar no exame da ordem e convence Mike a voltar para a empresa.

### 7ª temporada (2017-18)
Todos na empresa lutam para se ajustar a um novo normal sem Jessica. Donna assume a posição de COO, e o amigo de Harvey, Alex, se junta à equipe. Harvey começa a namorar sua ex-terapeuta, Paula; Louis vê um terapeuta próprio, com resultados mistos. Rachel começa sua carreira como advogada, tendo passado no tribunal. Mike continua trabalhando em casos pro bono na clínica, com a bênção de Harvey, mas um dos casos coloca Alex, Harvey e outros em risco. Louis e Sheila se reconectam; assim como Jessica com sua família em Chicago. Mike e Rachel aceitam uma oferta de emprego em Seattle para administrar sua própria empresa que assume ações coletivas e se casar antes de sair. Quando a temporada termina, um caso que coloca Spectre Litt em perigo é considerado obra dos parceiros de Robert Zane, Rand e Kaldor. Quando Zane descobre, ele une forças com Specter Litt.

### 8ª temporada (2018-19)
Quando Mike e Rachel vão embora depois de se casar, Robert Zane agora é o sócio-gerente de Zane Spectre Litt, com Donna permanecendo em seu cargo de COO. Robert contrata um novo parceiro sênior, sua mão direita e fixadora Samantha Wheeler. Wheeler mais tarde se torna um parceiro de nome ao lado de Alex Williams. Louis descobre que Sheila está grávida. Katrina Bennett é parceira sênior e luta com sentimentos românticos por seu parceiro pessoal casado. Donna e Harvey finalmente admitem seus sentimentos um pelo outro quando a 8ª temporada termina, mas o mau uso de Donna pelo cliente / namorado Thomas Kessler obriga Zane a sacrificar sua carreira jurídica pelo bem da empresa.

### 9ª temporada (2019)
Com Robert agora impedido, Faye Richardson, um mestre especial do bar é enviado para supervisionar a empresa devido à percepção das táticas secretas com as quais eles estão envolvidos há anos. Faye pretende desmontar e destruir a empresa, mas tem alguns esqueletos que podem ser usados para derrubá-la. No final da temporada, Louis se casa com Sheila e Sheila dá à luz seu bebê e Harvey se casa com Donna e eles se mudam com Mike e Rachel para Seattle. Louis nomeia Katrina como parceiro e continua a liderar a empresa Litt Wheeler Williams Bennett.

## Elenco e personagens

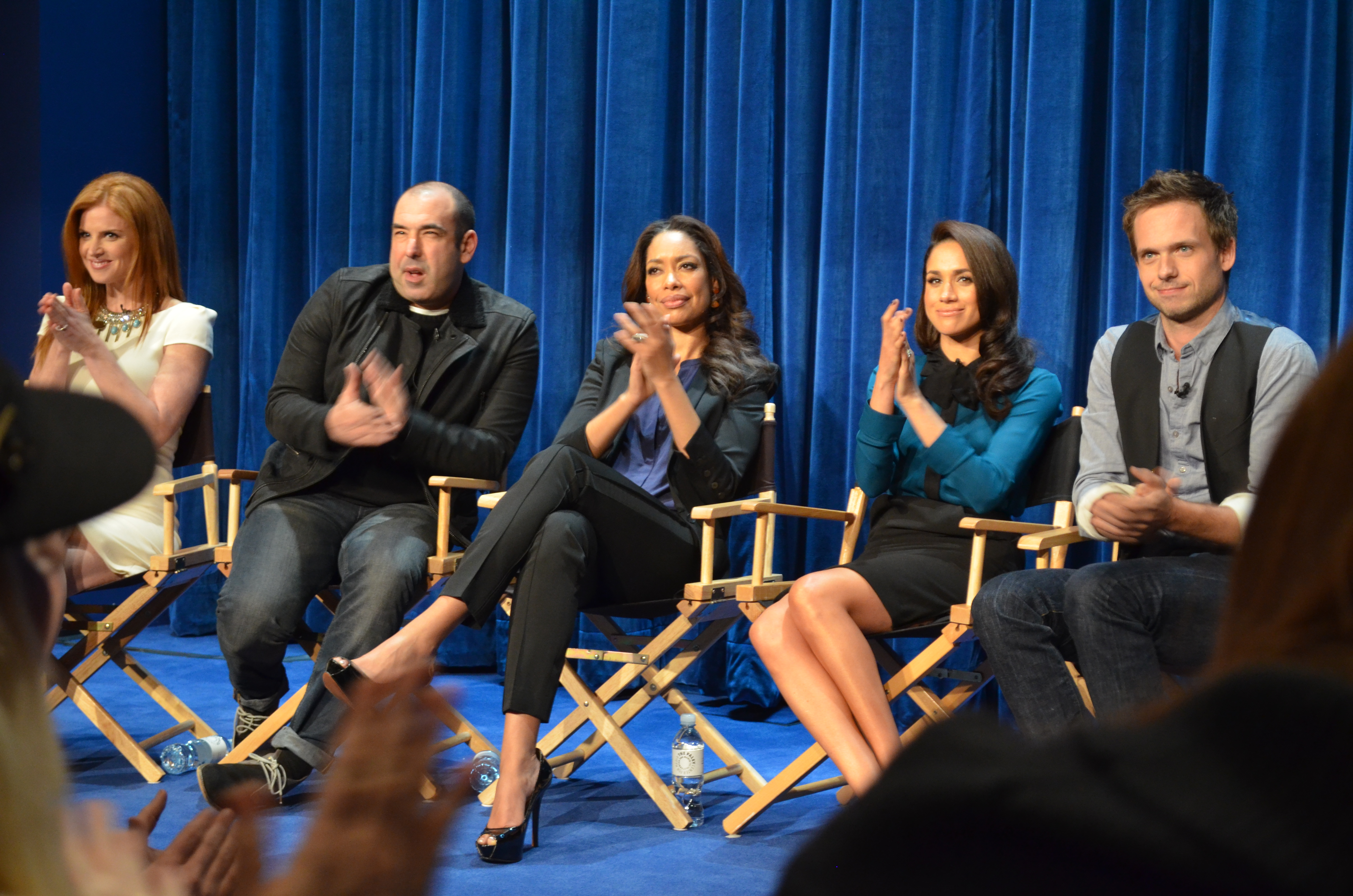
Elenco da série em um evento promocional.

| Ator                        | Personagem             | Temporadas       | Temporadas       | Temporadas       | Temporadas       | Temporadas       | Temporadas       | Temporadas       | Temporadas       | Temporadas       |
| Ator                        | Personagem             | 1                | 2                | 3                | 4                | 5                | 6                | 7                | 8                | 9                |
| Elenco Principal            | Elenco Principal       | Elenco Principal | Elenco Principal | Elenco Principal | Elenco Principal | Elenco Principal | Elenco Principal | Elenco Principal | Elenco Principal | Elenco Principal |
| --------------------------- | ---------------------- | ---------------- | ---------------- | ---------------- | ---------------- | ---------------- | ---------------- | ---------------- | ---------------- | ---------------- |
| Gabriel Macht               | Harvey Specter         | Principal        | Principal        | Principal        | Principal        | Principal        | Principal        | Principal        | Principal        | Principal        |
| Patrick J. Adams            | Michael "Mike" Ross    | Principal        | Principal        | Principal        | Principal        | Principal        | Principal        | Principal        |                  | Participação     |
| Rick Hoffman                | Louis Litt             | Principal        | Principal        | Principal        | Principal        | Principal        | Principal        | Principal        | Principal        | Principal        |
| Meghan Markle               | Rachel Zane            | Principal        | Principal        | Principal        | Principal        | Principal        | Principal        | Principal        |                  |                  |
| Sarah Rafferty              | Donna Paulsen          | Principal        | Principal        | Principal        | Principal        | Principal        | Principal        | Principal        | Principal        | Principal        |
| Gina Torres                 | Jessica Pearson        | Principal        | Principal        | Principal        | Principal        | Principal        | Principal        | Principal        |                  |                  |
| Amanda Schull               | Katrina Bennett        |                  | Participação     | Recorrente       | Recorrente       | Participação     | Participação     | Participação     | Principal        | Principal        |
| Dulé Hill                   | Alex Williams          |                  |                  |                  |                  |                  |                  | Recorrente       | Principal        | Principal        |
| Katherine Heigl             | Samantha Wheeler       |                  |                  |                  |                  |                  |                  |                  | Principal        | Principal        |
| Elenco Recorrente/Convidado |                        |                  |                  |                  |                  |                  |                  |                  |                  |                  |
| Tom Lipinski                | Trevor Evans           | Recorrente       | Participação     | Participação     | Participação     | Participação     |                  |                  |                  |                  |
| Vanessa Ray                 | Jenny Griffith         | Recorrente       | Participação     |                  |                  |                  |                  |                  |                  |                  |
| Max Topplin                 | Harold Gunderson       | Recorrente       | Recorrente       | Participação     |                  | Participação     |                  |                  |                  | Participação     |
| Abigail Spencer             | Dana Scott             | Participação     | Participação     | Recorrente       | Participação     | Participação     |                  | Participação     | Participação     |                  |
| Eric Close                  | Travis Tanner          | Participação     | Recorrente       | Participação     |                  | Participação     |                  |                  |                  |                  |
| David Reale                 | Benjamin               | Participação     |                  | Participação     |                  | Participação     | Recorrente       |                  |                  | Participação     |
| Gary Cole                   | Cameron Dennis         | Participação     |                  | Convidado        |                  |                  | Participação     |                  | Participação     |                  |
| Rebecca Schull              | Edith Ross             | Convidada        | Convidada        |                  | Convidada        | Participação     |                  |                  |                  |                  |
| Ben Hollingsworth           | Kyle Durant            | Convidado        |                  |                  |                  |                  |                  |                  |                  |                  |
| David Costabile             | Daniel Hardman         |                  | Recorrente       |                  | Convidado        | Convidado        |                  |                  | Participação     |                  |
| Conleth Hill                | Edward Darby           |                  | Participação     | Recorrente       |                  |                  |                  |                  |                  |                  |
| Wendell Pierce              | Robert Zane            |                  | Participação     | Participação     | Participação     | Recorrente       | Recorrente       | Recorrente       | Recorrente       | Participação     |
| Rachael Harris              | Sheila Sazs            |                  | Participação     | Participação     | Participação     | Participação     |                  | Recorrente       | Recorrente       | Recorrente       |
| Michelle Fairley            | Ava Hessington         |                  |                  | Recorrente       |                  |                  |                  |                  |                  |                  |
| Max Beesley                 | Stephen Huntley        |                  |                  | Recorrente       |                  |                  |                  |                  |                  |                  |
| Michael Phelps              | Ele próprio            |                  |                  | Convidado        |                  |                  |                  |                  |                  |                  |
| Stephen Macht               | Professor Henry Gerard |                  |                  | Convidado        | Participação     | Participação     | Participação     |                  |                  | Participação     |
| Brandon Firla               | Jonathan Sidwell       |                  |                  |                  | Recorrente       | Participação     |                  |                  |                  |                  |
| Željko Ivanek               | Eric Woodall           |                  |                  |                  | Recorrente       | Participação     |                  |                  |                  |                  |
| D. B. Woodside              | Jeff Malone            |                  |                  |                  | Recorrente       | Participação     | Participação     | Participação     |                  |                  |
| Neal McDonough              | Sean Cahill            |                  |                  |                  | Recorrente       |                  | Recorrente       |                  | Participação     | Participação     |
| Brendan Hines               | Logan Sanders          |                  |                  |                  | Recorrente       |                  |                  |                  |                  |                  |
| Peter Cambor                | Nathan Krueger         |                  |                  |                  | Participação     |                  | Recorrente       | Recorrente       |                  |                  |
| Eric Roberts                | Charles Forstman       |                  |                  |                  | Convidado        | Participação     |                  |                  |                  | Participação     |
| Tricia Helfer               | Evan Smith             |                  |                  |                  | Convidada        | Participação     |                  |                  |                  |                  |
| Leslie Hope                 | Anita Gibbs            |                  |                  |                  |                  | Recorrente       | Participação     | Participação     |                  | Recorrente       |
| John Pyper-Ferguson         | Jack Soloff            |                  |                  |                  |                  | Recorrente       |                  | Participação     |                  |                  |
| Aloma Wright                | Gretchen Bodinski      |                  |                  |                  |                  | Recorrente       | Recorrente       | Recorrente       | Recorrente       | Recorrente       |
| Christina Cole              | Dra. Paula Agard       |                  |                  |                  |                  | Recorrente       |                  | Recorrente       |                  |                  |
| Brynn Thayer                | Lily Specter           |                  |                  |                  |                  | Participação     | Participação     | Participação     | Participação     | Participação     |
| Megan Gallagher             | Laura Zane             |                  |                  |                  |                  | Participação     |                  | Participação     |                  |                  |
| Paul Schulze                | Frank Gallo            |                  |                  |                  |                  |                  | Recorrente       | Recorrente       |                  |                  |
| Erik Palladino              | Kevin Miller           |                  |                  |                  |                  |                  | Recorrente       |                  | Participação     | Participação     |
| Malcolm-Jamal Warner        | Julius Rowe            |                  |                  |                  |                  |                  | Recorrente       |                  |                  |                  |
| Glenn Plummer               | Leonard Bailey         |                  |                  |                  |                  |                  | Recorrente       |                  |                  |                  |
| Ian Reed Kesler             | Stu Buzzini            |                  |                  |                  |                  |                  | Recorrente       | Participação     | Participação     |                  |
| Carly Pope                  | Tara Messer            |                  |                  |                  |                  |                  | Recorrente       |                  |                  |                  |
| Alan Rosenberg              | William Sutter         |                  |                  |                  |                  |                  | Recorrente       |                  |                  |                  |
| Jordan Johnson-Hinds        | Oliver Grady           |                  |                  |                  |                  |                  | Recorrente       | Recorrente       |                  |                  |
| Jake Epstein                | Brian Altman           |                  |                  |                  |                  |                  |                  | Recorrente       | Recorrente       | Participação     |
| Ray Proscia                 | Dr. Stan Lipschitz     |                  |                  |                  |                  |                  |                  | Recorrente       | Recorrente       | Participação     |
| Al Sapienza                 | Thomas Bratton         |                  |                  |                  |                  |                  |                  | Recorrente       | Participação     |                  |
| Jay Harrington              | Mark Meadows           |                  |                  |                  |                  |                  |                  | Recorrente       |                  |                  |
| Zoe McLellan                | Holly Cromwell         |                  |                  |                  |                  |                  |                  | Recorrente       |                  |                  |
| Bruce McGill                | Stanley Gordon         |                  |                  |                  |                  |                  |                  | Recorrente       |                  |                  |
| John Kapelos                | Elias Gould            |                  |                  |                  |                  |                  |                  | Participação     | Participação     |                  |
| Usman Ally                  | Andrew Malik           |                  |                  |                  |                  |                  |                  | Participação     | Participação     | Participação     |
| Sasha Roiz                  | Thomas Kessler         |                  |                  |                  |                  |                  |                  | Participação     | Participação     |                  |
| Jeffrey Nordling            | Eric Caldor            |                  |                  |                  |                  |                  |                  |                  | Participação     | Participação     |
| Alison Louder               | Susan Carter           |                  |                  |                  |                  |                  |                  |                  | Participação     | Participação     |
| Denise Crosby               | Faye Richardson        |                  |                  |                  |                  |                  |                  |                  |                  | Recorrente       |
| Brian Hallisay              | Craig Cameron          |                  |                  |                  |                  |                  |                  |                  |                  | Participação     |

## Produção

### Desenvolvimento
Suits pela primeira vez na lista de desenvolvimento da USA Network sob o título A Legal Mind em abril de 2010. Em 5 de abril de 2010, os EUA anunciaram que estavam desenvolvendo sete novos pilotos para a temporada de televisão de 2010–2011, incluindo A Legal Mind, que mais tarde se tornaria Suits. A estréia foi escrita por Aaron Korsh, e David Bartis e Gene Klein atuaram como produtores executivos.
O criador Aaron Korsh, cujas anotações do seriado Underbelly foram canceladas durante a greve dos roteiristas de 2007–2008, escreveu um roteiro de especificação destinado a ser do tipo "Entourage de meia hora com base em minhas experiências de trabalho em Wall Street". Mais tarde, ele percebeu que o projeto deveria ter episódios de uma hora. Korsh e seu agente levaram o roteiro para várias empresas de produção e queriam entregá-lo à Universal Media Studios. No entanto, Korsh achou estranho que o estúdio não quisesse vender o script para a NBC, a rede com a qual o estúdio normalmente trabalhava. O agente de Korsh convenceu o executivo da USA Network, Alex Sepiol, de que, embora a série não fosse processual nem o que a rede normalmente fazia, ele gostaria dos personagens. Sepiol aprovou o roteiro e, até então, Hypnotic Films & Television assinou o projeto. A equipe lançou o roteiro para a rede dos EUA, que o comprou após o lançamento. Korsh não lançou isso para mais ninguém. Ao reescrever o script, Korsh fez apenas pequenas alterações na primeira meia hora, até quando Mike é contratado. Originalmente, Mike não usava LSATs para os outros e apenas finge ter frequentado Harvard, em vez de fingir que frequentou Harvard e é formado em direito. Korsh observou que não é necessário fazer uma prova ou curso para trabalhar em Wall Street e ser um gênio matemático, ao contrário do exame de direito. Ele decidiu "abraçar" essa diferença e mudar a premissa. 
O episódio piloto foi filmado na cidade de Nova York, onde a série se passa. O restante da série é filmado em Toronto (no Downsview Park Studios), onde os cenários são construídos para serem idênticos aos escritórios de advocacia de Nova York vistos no piloto. Para promover a estréia da série, os EUA realizaram uma triagem antecipada do piloto em 2 de junho de 2011, no Hudson River Park e distribuíram cones Häagen-Dazs Sundaes gratuitos na exibição. A rede também distribuiu carrinhos de sorvete, bicicletas e scooters nos guias de verão da promoção Sundaes e USA / Entertainment Weekly 2011 nos dias 22 e 23 de junho. Eles também realizaram a promoção em Nova York, Los Angeles, Chicago, San Francisco e Boston para endossar o piloto.

### Elenco e marketing
A temporada foi criada por Aaron Korsh e foi ao ar pela USA Network nos Estados Unidos. A temporada foi produzida pela Hypnotic Films & Television e Universal Cable Productions. Os produtores executivos foram Korsh, Doug Liman e David Bartis. Os escritores da equipe foram: Korsh com três créditos de escrita; Sean Jablonski, Jon Cowan, Ethan Drogin e Rick Muirragui com dois cada; e Erica Lipez com um. Os diretores ao longo da temporada foram Kevin Bray, John Scott, Dennie Gordon, Kate Woods, Terry McDonough, Tim Matheson, Norberto Barba, Felix Alcala, Jennifer Getzinger e Mike Smith. O primeiro papel no qual uma vaga de elenco foi preenchida foi para Patrick J. Adams, que foi escalado para o papel principal de Mike Ross em julho de 2010. No final de julho, Gabriel Macht se juntou ao elenco principal como Harvey Specter. Rick Hoffman entrou a bordo em meados de agosto para retratar a concorrência de Harvey, Louis, no escritório de advocacia. Meghan Markle e Gina Torres logo se juntaram ao elenco no final de agosto, que deveriam interpretar Rachel Zane e Jessica Pearson, respectivamente. Sarah Rafferty completou o elenco principal como Donna, e o piloto foi filmado em Nova York no outono de 2010.
A série foi encomendada em 12 episódios em 19 de janeiro de 2011. A série começou a ser filmada em Toronto em 25 de abril de 2011 e concluída em 12 de agosto de 2011, na cidade de Nova York. A pós-produção da série foi feita no Cherry Beach Sound. "Greenback Boogie", de Ima Robot, serve como música tema do show e foi lançado como single em 18 de setembro de 2010, e está incluído no terceiro álbum da banda, Another Man's Treasure.
Uma cena excluída vazada no YouTube mostra Victor Garber como Phillip Hardman, originalmente parte do piloto, mas acabou sendo cortado durante a reescrita do roteiro. Isso mostra que Hardman havia se aposentado da empresa por conta própria. Apesar de ter sido cortada para o público americano, a cena foi deixada para os espectadores britânicos quando foi ao ar pela primeira vez, e a cena continua a ser incluída nas repetições.

## Recepção

### Crítica
Suits recebeu uma pontuação de 60 no website americano Metacritic, em uma mistura de opiniões. Ginia Bellafante, crítica do The New York Times, fez a seguinte crítica positiva ao episódio piloto: "Uma nova série de tribunais estreou na quinta na USA Network, irrompe a partir de um Monte Vesuvius de absurdos, e ainda com tantas outras coisas no estábulo da USA (canal), se trata relativamente de boa fé - não apenas com um sentido intratável de sua própria diversão, mas também com uma crença mais barata na viabilidade de renovação." BuddyTV descreveu Suits como "Um excelente show de verão e - mais que isso - um verdadeiro pedaço de alta qualidade da televisão."

### Audiência
| Temporada | Horário (ET)                             | Episódios | Primeira exibição   | Primeira exibição   | Última exibição         | Última exibição     | Méd. audiência (milhões) | Adultos de 18–49 anos (média) |
| Temporada | Horário (ET)                             | Episódios | Data                | Audiência (milhões) | Data                    | Audiência (milhões) | Méd. audiência (milhões) | Adultos de 18–49 anos (média) |
| --------- | ---------------------------------------- | --------- | ------------------- | ------------------- | ----------------------- | ------------------- | ------------------------ | ----------------------------- |
| 1         | Quinta 22:00                             | 12        | 23 de junho de 2011 | 4.64                | 8 de setembro de 2011   | 3.47                | 4.28                     | 1.4                           |
| 2         | Quinta 22:00                             | 16        | 14 de junho de 2012 | 3.47                | 21 de fevereiro de 2013 | 3.20                | 3.60                     | 1.2                           |
| 3         | Terça 22:00 (1–10) Quinta 21:00 (11–16)  | 16        | 16 de julho de 2013 | 2.93                | 10 de abril de 2014     | 2.40                | 2.73                     | 0.9                           |
| 4         | Quarta 21:00                             | 16        | 11 de junho de 2014 | 2.50                | 4 de março de 2015      | 1.55                | 2.26                     | 0.7                           |
| 5         | Quarta 21:00 (1–10) Quarta 22:00 (11–16) | 16        | 24 de junho de 2015 | 2.13                | 2 de março de 2016      | 1.71                | 2.01                     | 0.6                           |
| 6         | Quarta 21:00 (1–10) Quarta 22:00 (11–16) | 16        | 13 de julho de 2016 | 1.85                | 1 de março de 2017      | 1.13                | 1.60                     | 0.4                           |
| 7         | Quarta 21:00                             | 16        | 12 de julho de 2017 | 1.40                | 25 de abril de 2018     | 1.07                | 1.30                     | 0.3                           |
| 8         | Quarta 21:00 (1–10) Quarta 22:00 (11–16) | 16        | 18 de julho de 2018 | 1.27                | 27 de fevereiro de 2019 | 0.74                | 1.02                     | 0.2                           |
| 9         | Quarta 21:00                             | 10        | 17 de julho de 2019 | 1.04                | 25 de setembro de 2019  | 0.86                | ASD                      | ASD                           |

### Prêmios e indicações
| Ano  | Prêmio                    | Categoria                                                 | Indicado                                | Resultado | Ref.   |
| ---- | ------------------------- | --------------------------------------------------------- | --------------------------------------- | --------- | ------ |
| 2012 | Screen Actors Guild Award | Outstanding Performance by a Male Actor in a Drama Series | Patrick J. Adams                        | Indicado  | [ 33 ] |
| 2012 | ALMA Award                | Favorite TV Actress - Supporting Role                     | Gina Torres                             | Indicado  | [ 34 ] |
| 2013 | Imagen Foundation Awards  | Best Supporting Actress/Television                        | Gina Torres                             | Indicado  | [ 35 ] |
| 2013 | NHMC Impact Awards        | Outstanding Performance In A Television Series            | Gina Torres                             | Venceu    | [ 36 ] |
| 2014 | TV Guide Awards           | Favorite Drama Series                                     | Suits                                   | Indicado  |        |
| 2015 | People's Choice Awards    | Favorite Dramedy                                          | Suits                                   | Indicado  | [ 37 ] |
| 2015 | NAACP Image Award         | Outstanding Directing in a Drama Series                   | Anton Cropper por "Um, dois, três e já" | Indicado  | [ 38 ] |
| 2016 | People's Choice Awards    | Fantastic Cable TV Drama                                  | Suits                                   | Indicado  | [ 39 ] |
| 2018 | Imagen Foundation Awards  | Best Supporting Actress/Television                        | Gina Torres                             | Venceu    | [ 40 ] |

## Spin-off
Em fevereiro de 2017, os Estados Unidos iniciaram as conversações antecipadas para um potencial spin-off de Jessica Pearson. Torres iria estrelar e produzir o spin-off. Em agosto de 2017, foi revelado que o final da temporada 7 de Suits serviria como um piloto de backdoor para a potencial série spin-off de Jessica Pearson. Em 8 de março de 2018, foi anunciado que o spin-off de Jessica Pearson havia sido aprovado. Em 17 de janeiro de 2019, foi anunciado que o spin-off seria chamado de Pearson, intitulado com o nome da estrela principal.

## Remakes
Jang Dong-gun e Park Hyung-sik estrelam um remake coreano da série, que é produzido pela Monster Union e EnterMedia Pictures e foi transmitido pela KBS2 em 2018.
Yūji Oda e Yuto Nakajima desempenham os papéis principais em um remake japonês transmitido pela Fuji Television em 2018.